# Équipe de France de football au Championnat d'Europe 2008
Cet article relate le parcours de l'équipe de France de football au Championnat d'Europe 2008, organisé du 7 au 29 juin 2008 en Autriche et en Suisse.

## Qualifications
L'équipe de France était dans le groupe B des qualifications pour l'Euro 2008, un des groupes les plus relevés des éliminatoires surnommé le "groupe de la mort", en compagnie de l'Italie, championne du monde 2006, et de l'Ukraine (quart de finaliste du Mondial 2006).
|   | Nations    | J  | G | N | P  | bp | bc | Diff. | Pts | Nations |     |     |     |     |     |     |     |
| - | ---------- | -- | - | - | -- | -- | -- | ----- | --- | ------- | --- | --- | --- | --- | --- | --- | --- |
| 1 | Italie     | 12 | 9 | 2 | 1  | 22 | 9  | 13    | 29  |         | /   | 0-0 | 2-0 | 2-0 | 1-1 | 2-0 | 3-1 |
| 2 | France     | 12 | 8 | 2 | 2  | 25 | 5  | 20    | 26  |         | 3-1 | /   | 0-1 | 2-0 | 2-0 | 1-0 | 5-0 |
| 3 | Écosse     | 12 | 8 | 0 | 4  | 21 | 12 | 9     | 24  |         | 1-2 | 1-0 | /   | 3-1 | 3-1 | 2-1 | 6-0 |
| 4 | Ukraine    | 12 | 5 | 2 | 5  | 18 | 16 | 2     | 17  |         | 1-2 | 2-2 | 2-0 | /   | 1-0 | 3-2 | 5-0 |
| 5 | Lituanie   | 12 | 5 | 1 | 6  | 11 | 13 | -2    | 16  |         | 0-2 | 0-1 | 1-2 | 2-0 | /   | 1-0 | 2-1 |
| 6 | Géorgie    | 12 | 3 | 1 | 8  | 16 | 19 | -3    | 10  |         | 1-3 | 0-3 | 2-0 | 1-1 | 0-2 | /   | 3-1 |
| 7 | Îles Féroé | 12 | 0 | 0 | 12 | 4  | 43 | -39   | 0   |         | 1-2 | 0-6 | 0-2 | 0-2 | 0-1 | 0-6 | /   |

## Matchs de préparation
Avec deux victoires et un match nul contre des équipes sud-américaines, l'équipe de France a relativement bien préparé l'Euro 2008. Elle n'a encaissé aucun but en trois matchs et possède une défense plus que solide mais inquiète dans sa capacité à mener des matchs et marquer des buts en attaque placée.
| Date        | Stade, ville                 | Adversaire | Résultat | Buteurs français |
| 27 mai 2008 | Stade des Alpes, Grenoble    | Équateur   | 2-0      | Gomis (58e, 85e) |
| 31 mai 2008 | Stadium municipal, Toulouse  | Paraguay   | 0-0      |                  |
| 3 juin 2008 | Stade de France, Saint-Denis | Colombie   | 1-0      | Ribéry (24epén.) |

## Maillot
L'équipe de France joue avec ses couleurs traditionnelles à domicile : maillot bleu, short blanc et chaussettes rouges. Cependant, Adidas, équipementier de la sélection depuis 1972 a confectionné un nouveau maillot extérieur, rouge, en 2008.

## Effectif
L'équipe est entraînée par Raymond Domenech, sélectionneur depuis 2004, assisté par Pierre Mankowski et Bruno Martini, entraîneur des gardiens.
L'annonce des joueurs sélectionnés pour la phase finale de la compétition s'est déroulée en plusieurs étapes. Ainsi, une liste élargie à trente joueurs est annoncée le 18 mai. Tous ces joueurs participent au stage de préparation qui s'achève par le premier match de préparation, face à l'Équateur. Le 28 mai, la liste est réduite à 23 joueurs, conformément au règlement de la compétition. Le gardien Mickaël Landreau, les défenseurs Julien Escudé et Philippe Mexès, les milieux Alou Diarra et Mathieu Flamini ainsi que les attaquants Hatem Ben Arfa et Djibril Cissé peuvent cependant être rappelés pour remplacer un joueur blessé jusqu'au 7 juin. Mathieu Flamini joue d'ailleurs le dernier match de préparation face à la Colombie en raison de la blessure de Patrick Vieira, sans être retenu pour la compétition.
Les plus grandes surprises sont les sélections de Steve Mandanda, normalement quatrième gardien qui entraîne la non-sélection de Mickaël Landreau (Raymond Domenech avait toujours annoncé que la hiérarchie des gardiens ne changerait pas) ainsi que Bafétimbi Gomis à la place de Djibril Cissé.
| Numéro / Nom | Numéro / Nom        | Club                   | Date de naissance | J.              | Buts            |                 |                 |                 |
| Gardiens de but | Gardiens de but     | Gardiens de but        | Gardiens de but   | Gardiens de but | Gardiens de but | Gardiens de but | Gardiens de but | Gardiens de but |
| --- | ------------------- | ---------------------- | ----------------- | --------------- | --------------- | --------------- | --------------- | --------------- |
| 1 | Steve Mandanda      | Olympique de Marseille | 28.03.1985        | 0               | 0               | 0               | 0               | 0               |
| 16 | Sébastien Frey      | ACF Fiorentina         | 18.03.1980        | 0               | 0               | 0               | 0               | 0               |
| 23 | Grégory Coupet      | Olympique lyonnais     | 31.12.1972        | 3               | 0               | 0               | 0               | 0               |
| Défenseurs |                     |                        |                   |                 |                 |                 |                 |                 |
| 2 | Jean-Alain Boumsong | Olympique lyonnais     | 14.12.1979        | 1               | 0               | 1               | 0               | 0               |
| 3 | Éric Abidal         | FC Barcelone           | 11.07.1979        | 2               | 0               | 0               | 0               | 1               |
| 5 | William Gallas      | Arsenal FC             | 17.12.1977        | 3               | 0               | 0               | 0               | 0               |
| 13 | Patrice Évra        | Manchester United      | 15.05.1981        | 2               | 0               | 1               | 0               | 0               |
| 14 | François Clerc      | Olympique lyonnais     | 18.04.1983        | 1               | 0               | 0               | 0               | 0               |
| 15 | Lilian Thuram       | FC Barcelone           | 01.01.1972        | 2               | 0               | 0               | 0               | 0               |
| 17 | Sébastien Squillaci | Olympique lyonnais     | 11.08.1980        | 0               | 0               | 0               | 0               | 0               |
| 19 | Willy Sagnol        | FC Bayern Munich       | 18.03.1977        | 2               | 0               | 1               | 0               | 0               |
| Milieux de terrain |                     |                        |                   |                 |                 |                 |                 |                 |
| 4 | Patrick Vieira      | Inter Milan            | 23.06.1976        | 0               | 0               | 0               | 0               | 0               |
| 6 | Claude Makélélé     | Chelsea FC             | 18.02.1973        | 3               | 0               | 1               | 0               | 0               |
| 7 | Florent Malouda     | Chelsea FC             | 13.06.1980        | 2               | 0               | 0               | 0               | 0               |
| 10 | Sidney Govou        | Olympique lyonnais     | 27.07.1979        | 2               | 0               | 1               | 0               | 0               |
| 11 | Samir Nasri         | Olympique de Marseille | 20.06.1987        | 2               | 0               | 0               | 0               | 0               |
| 20 | Jérémy Toulalan     | Olympique lyonnais     | 10.09.1983        | 3               | 0               | 1               | 0               | 0               |
| 21 | Lassana Diarra      | Portsmouth FC          | 10.03.1985        | 0               | 0               | 0               | 0               | 0               |
| 22 | Franck Ribéry       | FC Bayern Munich       | 07.04.1983        | 3               | 0               | 0               | 0               | 0               |
| Attaquants |                     |                        |                   |                 |                 |                 |                 |                 |
| 8 | Nicolas Anelka      | Chelsea FC             | 14.03.1979        | 3               | 0               | 0               | 0               | 0               |
| 9 | Karim Benzema       | Olympique lyonnais     | 17.12.1987        | 2               | 0               | 0               | 0               | 0               |
| 12 | Thierry Henry       | FC Barcelone           | 17.08.1977        | 2               | 1               | 1               | 0               | 0               |
| 18 | Bafétimbi Gomis     | AS Saint-Étienne       | 06.08.1985        | 2               | 0               | 0               | 0               | 0               |
| Sélectionneur |                     |                        |                   |                 |                 |                 |                 |                 |
| | Raymond Domenech    |                        | 24.01.1952        |                 |                 |                 |                 |                 |
| Liste des sept joueurs non retenus Joueurs qui ont participé au stage d'entraînement et qui pouvaient faire office de remplaçants jusqu'au 7 juin |                     |                        |                   |                 |                 |                 |                 |                 |
| | Mickaël Landreau    | Paris Saint-Germain    | 14.05.1979        |                 |                 |                 |                 |                 |
| | Julien Escudé       | FC Seville             | 17.08.1979        |                 |                 |                 |                 |                 |
| | Philippe Mexès      | AS Rome                | 30.03.1982        |                 |                 |                 |                 |                 |
| | Alou Diarra         | Girondins de Bordeaux  | 15.07.1981        |                 |                 |                 |                 |                 |
| | Mathieu Flamini     | Arsenal FC             | 07.03.1981        |                 |                 |                 |                 |                 |
| | Hatem Ben Arfa      | Olympique lyonnais     | 07.03.1987        |                 |                 |                 |                 |                 |
| | Djibril Cissé       | Olympique de Marseille | 12.03.1981        |                 |                 |                 |                 |                 |

## Résultats

### Premier tour: groupe C
| Date         | Match                 | Buteurs                                                                    |
| 9 juin 2008  | France 0 - 0 Roumanie |                                                                            |
| 13 juin 2008 | France 1 - 4 Pays-Bas | : Henry (71e) : Kuyt (10e), Van Persie (60e), Robben (72e), Sneijder (90e) |
| 17 juin 2008 | France 0 - 2 Italie   | : Pirlo (25e s.p), De Rossi (62e)                                          |

L'équipe de France commence la compétition par un match nul 0-0 face à la Roumanie, puis est balayée par les Pays-Bas (4-1, ce qui constitue la plus lourde défaite en compétition officielle de la France depuis 1968). Lors du troisième match, les Bleus sont notamment pénalisés par l'expulsion précoce d'Abidal, qui provoque un pénalty. Ils s'inclinent face à l'Italie (2-0) et sont éliminés dès le premier tour.
Durant ce Championnat d'Europe 2008, les choix du sélectionneur Raymond Domenech ont été très contestés. La défense, d'habitude le point fort de l'équipe, fut perméable (encaissant six buts) tandis que l'attaque manqua cruellement de réalisme (seulement un but inscrit).
Cet Euro marque la fin d'une époque. Peu après la défaite contre l'Italie, deux joueurs cadres, Lilian Thuram (recordman des sélections en équipe de France A) et Claude Makélélé, annoncent leur retraite internationale. Le sélectionneur national est quant à lui maintenu dans ses fonctions par la fédération à l'issue de la réunion du 3 juillet.

## Séjour et hébergement
Les Bleus sont logés à l'hôtel Mirador Kempiski au Mont-Pèlerin sur les hauteurs de Vevey près du Lac Léman. Cet hôtel 5 étoiles a été construit en 1904 et était à l'origine un centre médical. Chaque joueur possède une chambre de 25 à 30 m². L'hôtel dispose d'une piscine chauffée et d'une salle de musculation. Les Bleus s'entraînent au Stade de Lussy, à 11 kilomètres du Mont-Pèlerin dans la commune de Châtel-Saint-Denis.